# ديان فانينغ
ديان فانينغ (بالإنجليزية: Diane Fanning)‏ (21 يونيو 1950، بالتيمور في الولايات المتحدة)؛ صحفية وروائية أمريكية. درست في جامعة لينشبورغ.